# Palazzo Brancoli Busdraghi
Palazzo Brancoli Busdraghi si trova in via Busdraghi 7 a Lucca, angolo con via Fillungo.

## Storia e descrizione
La facciata su via Fillungo risale al XVI secolo, con un portale con colonne e dai battenti lignei decorati dagli stemmi dei Busdraghi.
Il palazzo e il suo giardino hanno un'inconsueta forma trapezoidale dovuta all'assetto urbanistico medievale della zona. Nel 1630 l'immobile fu acquistato da Francesco Busdraghi nel 1630 e dalla seconda metà del secolo è documentata l'esistenza del giardino, chiuso da alte mura perimetrali sovrastate da una balaustra o "camminamento", che ancora oggi è praticabile e che è sostenuto, all'interno dell'area verde, da una loggetta.
Nel 1836, dopo l'estinzione dei Busdraghi, il palazzo è passato ai Brancoli Busdraghi, che hanno posposto il cognome dei Busdraghi al proprio. Il palazzo è stato migliorato e ridenominato palazzo Brancoli Busdraghi, come testimoniano sia gli stemmi Brancoli Busdraghi siti all'interno, sia la targa posta all'esterno.
Oggi una piccola parte del palazzo accoglie anche una struttura turistico ricettiva.

## Galleria di fotografie del giardino del palazzo

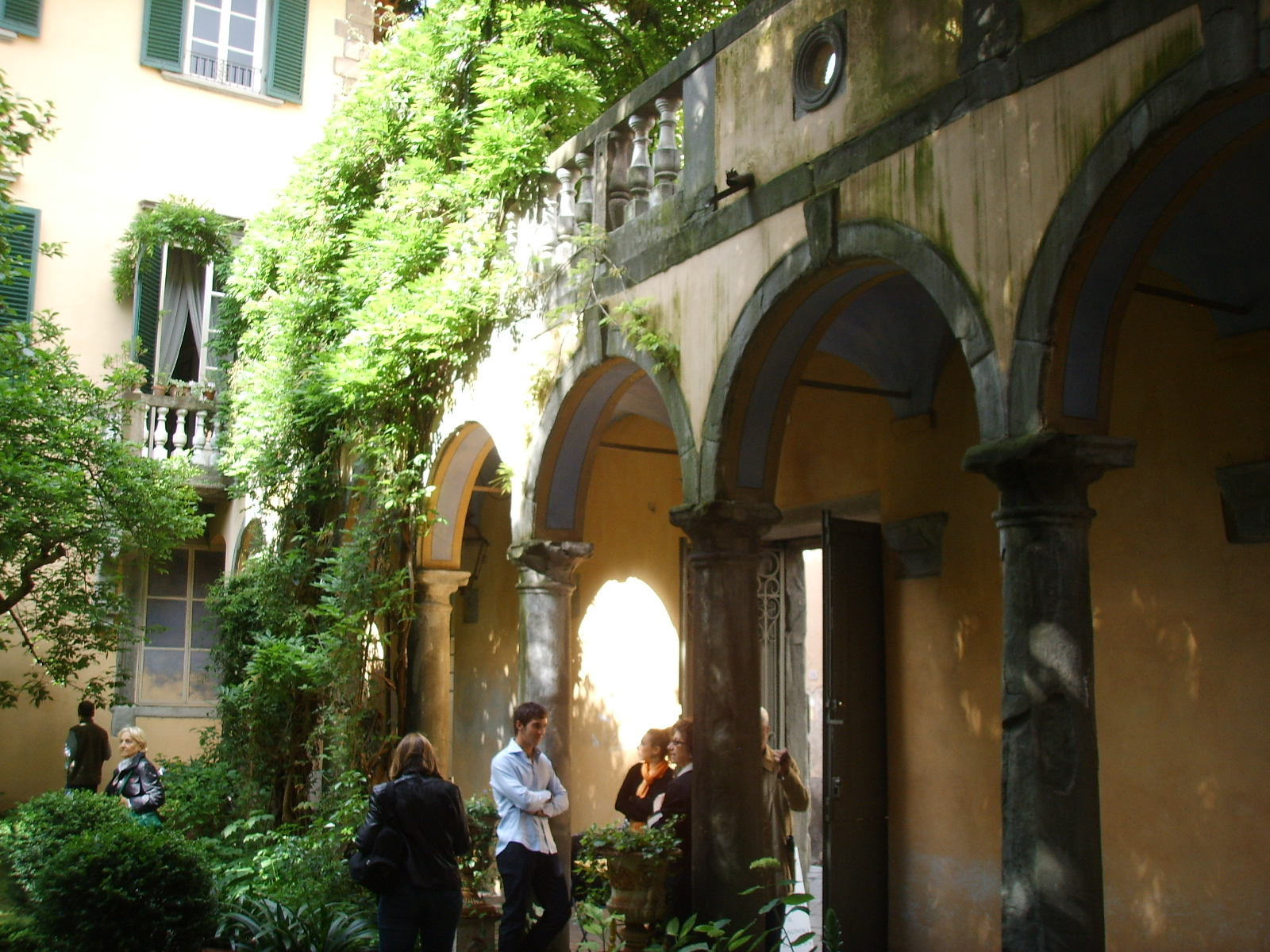
La loggetta
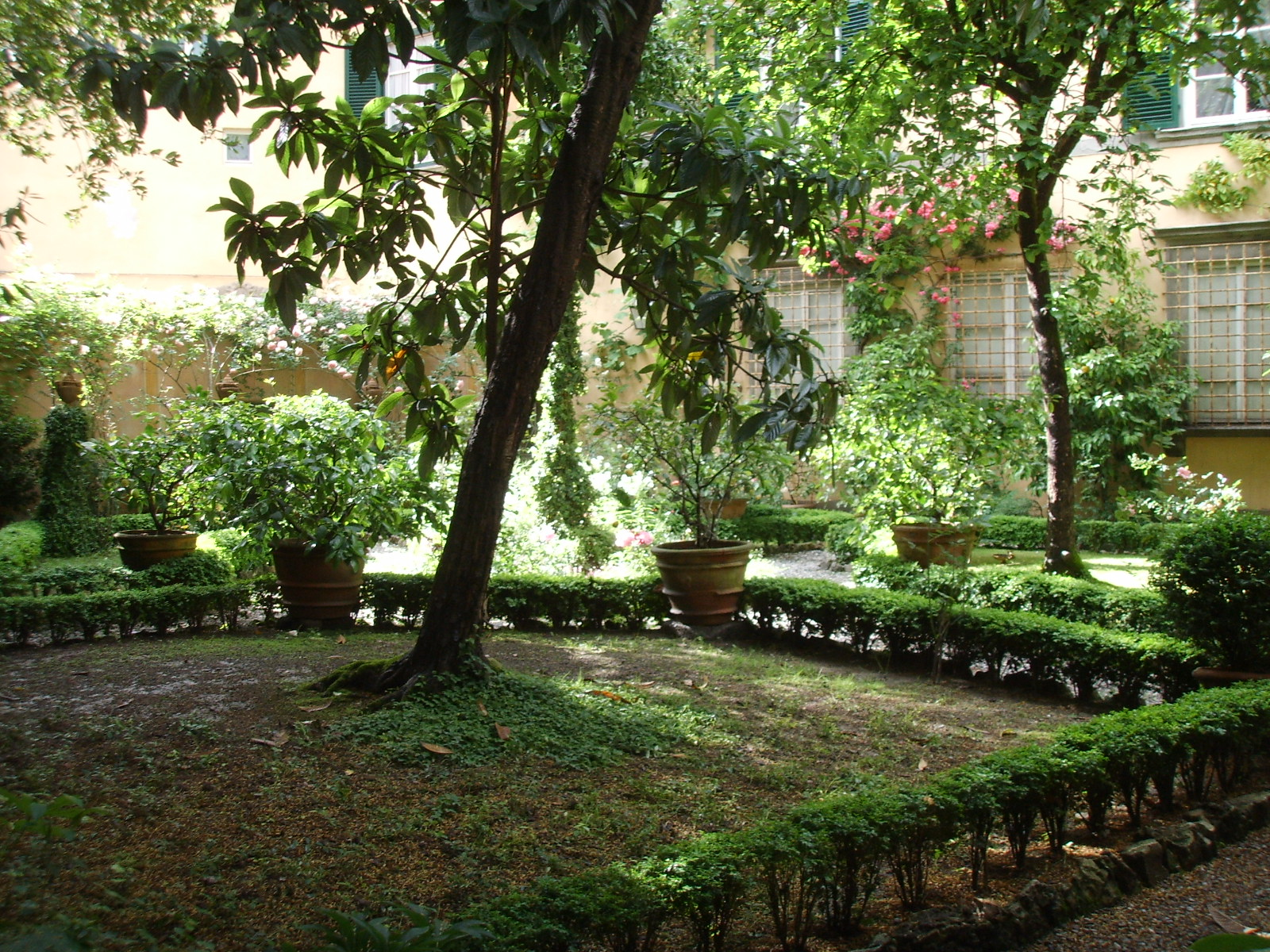
Il giardino
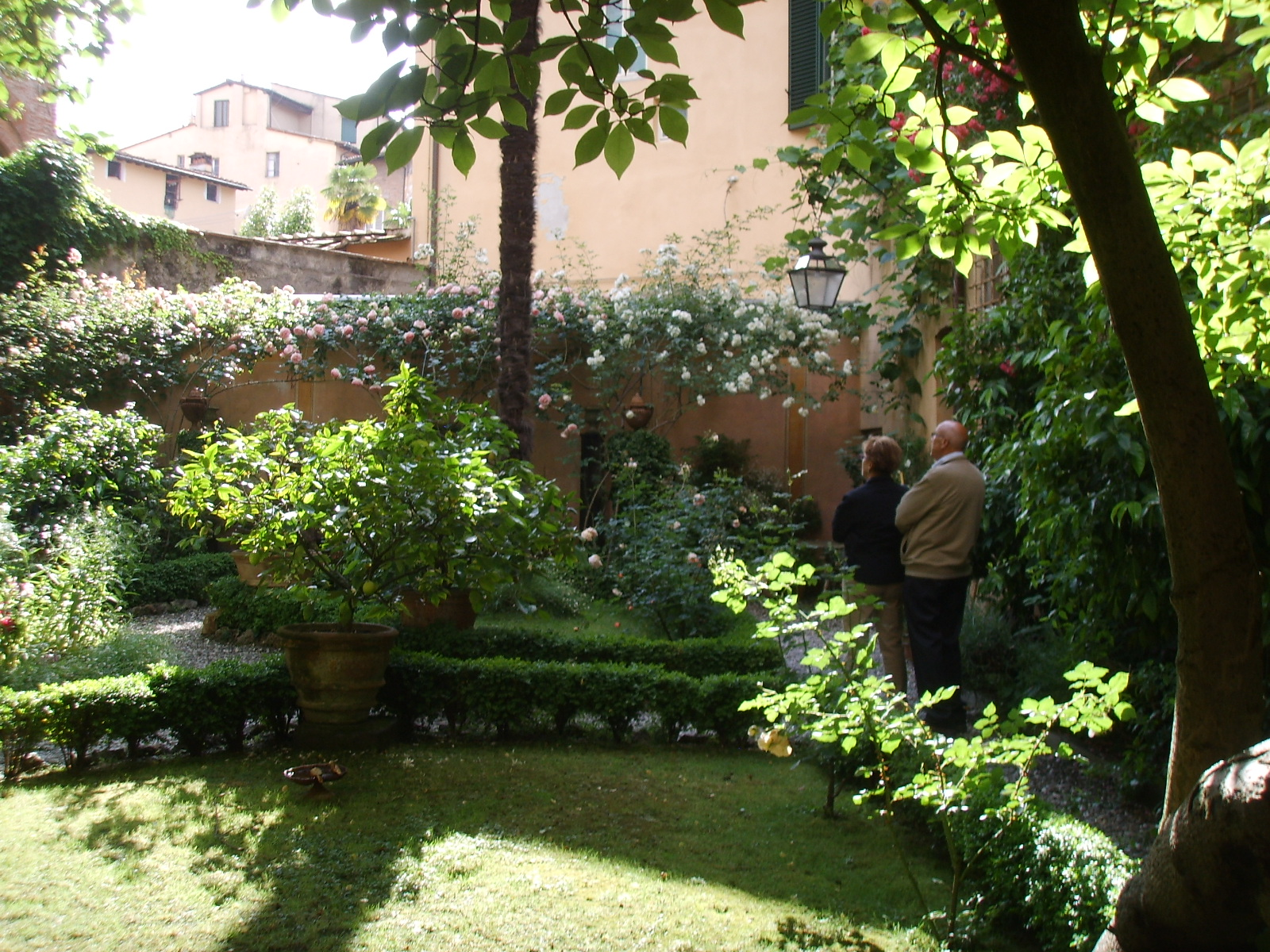
Il giardino